# 115 Thyra
115 Thyra је астероид главног астероидног појаса са пречником од приближно 79,83 km.
Афел астероида је на удаљености од 2,836 астрономских јединица (АЈ) од Сунца, а перихел на 1,921 АЈ.
Ексцентрицитет орбите износи 0,192, инклинација (нагиб) орбите у односу на раван еклиптике 11,602 степени, а орбитални период износи 1340,447 дана (3,669 године).
Апсолутна магнитуда астероида је 7,51 а геометријски албедо 0,274.
Астероид је откривен 6. августа 1871. године.